# Божья коровка удивительная
Божья коровка удивительная (лат. Aiolocaria hexaspilota) — вид насекомых из семейства божьих коровок. В их рацион входят личинки и яйца листоедов. Ареал охватывает территорию таких стран, как Россия, Индия, Непал, Корея, Китай и Япония. На зимовку собираются в скопления: это помогает поддерживать температуру выше окружающей среды.

## Описание
Имаго длиной до 13 мм. Надкрылья чёрные, изменчивые, цвет пятен варьирует от оранжевого до красного, иногда некоторые из пятен могут сливаться. По бокам переднеспинки расположены два пятна. Реже встречаются однотонные чёрные особи без пятен.

## Галерея

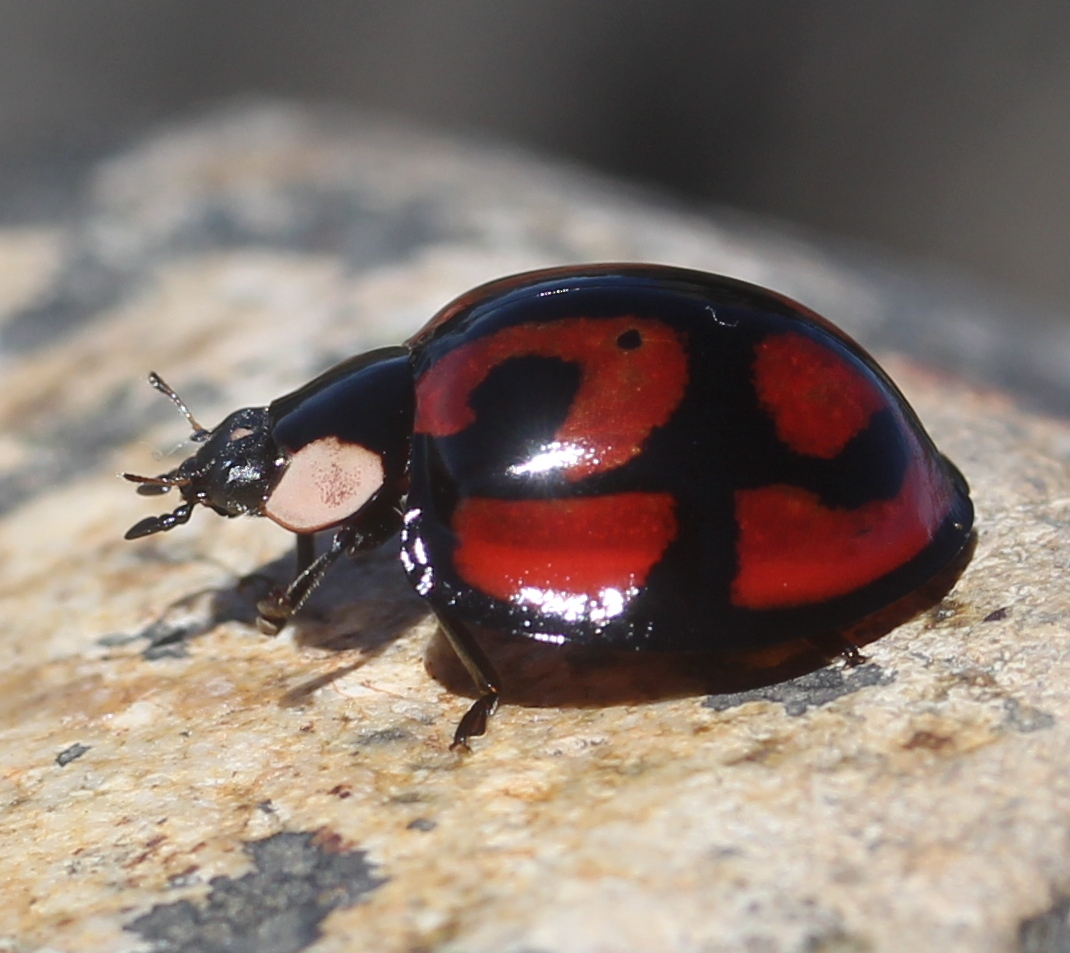
Вид сбоку
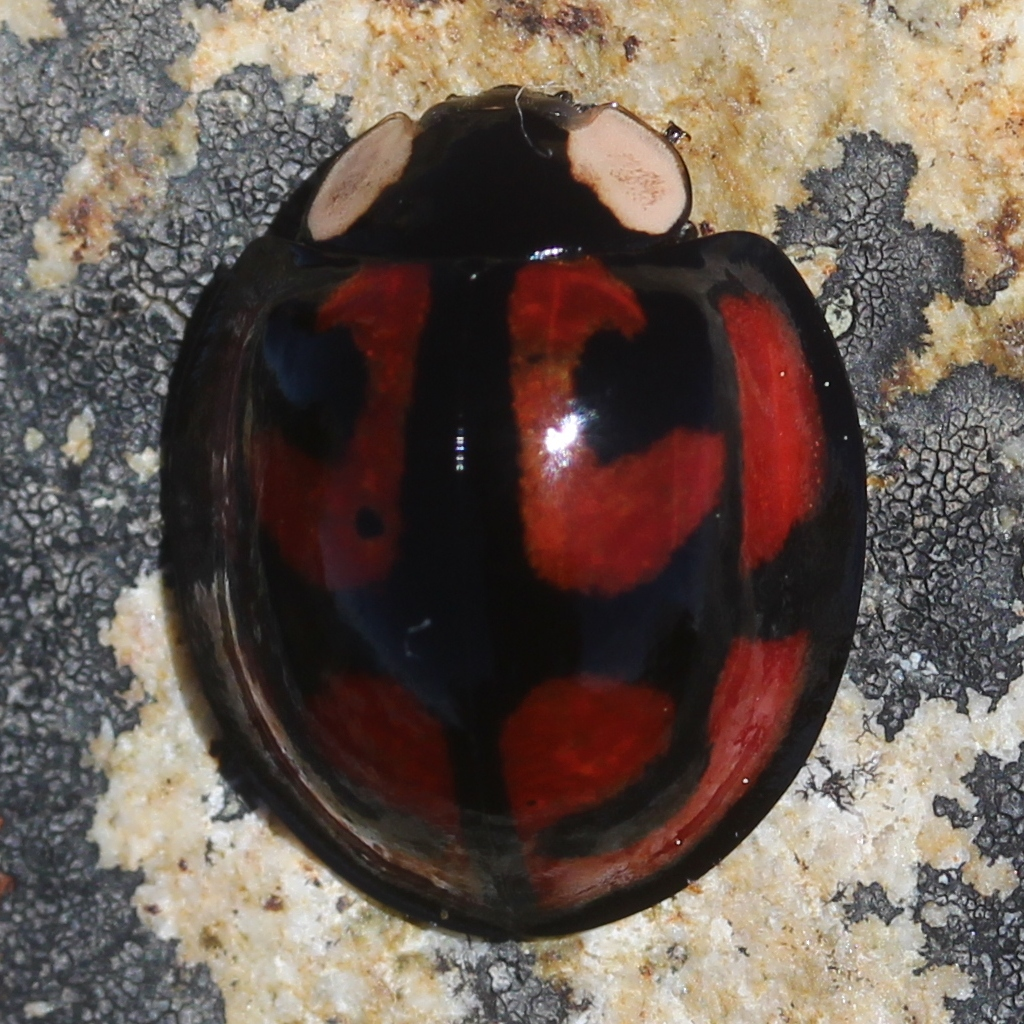
Вид сверху
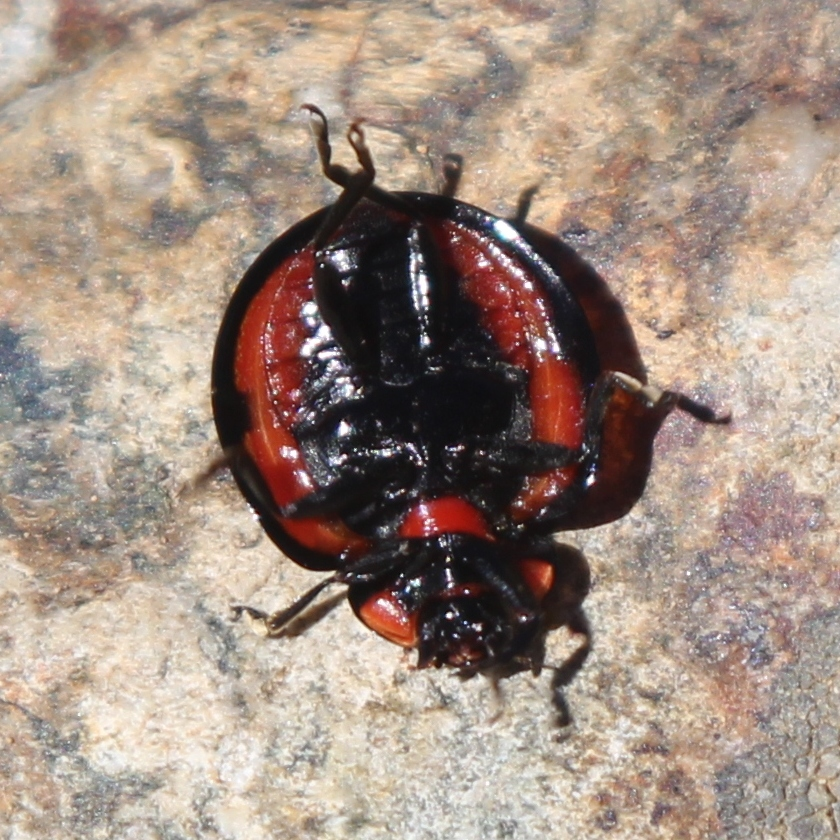
Вид снизу
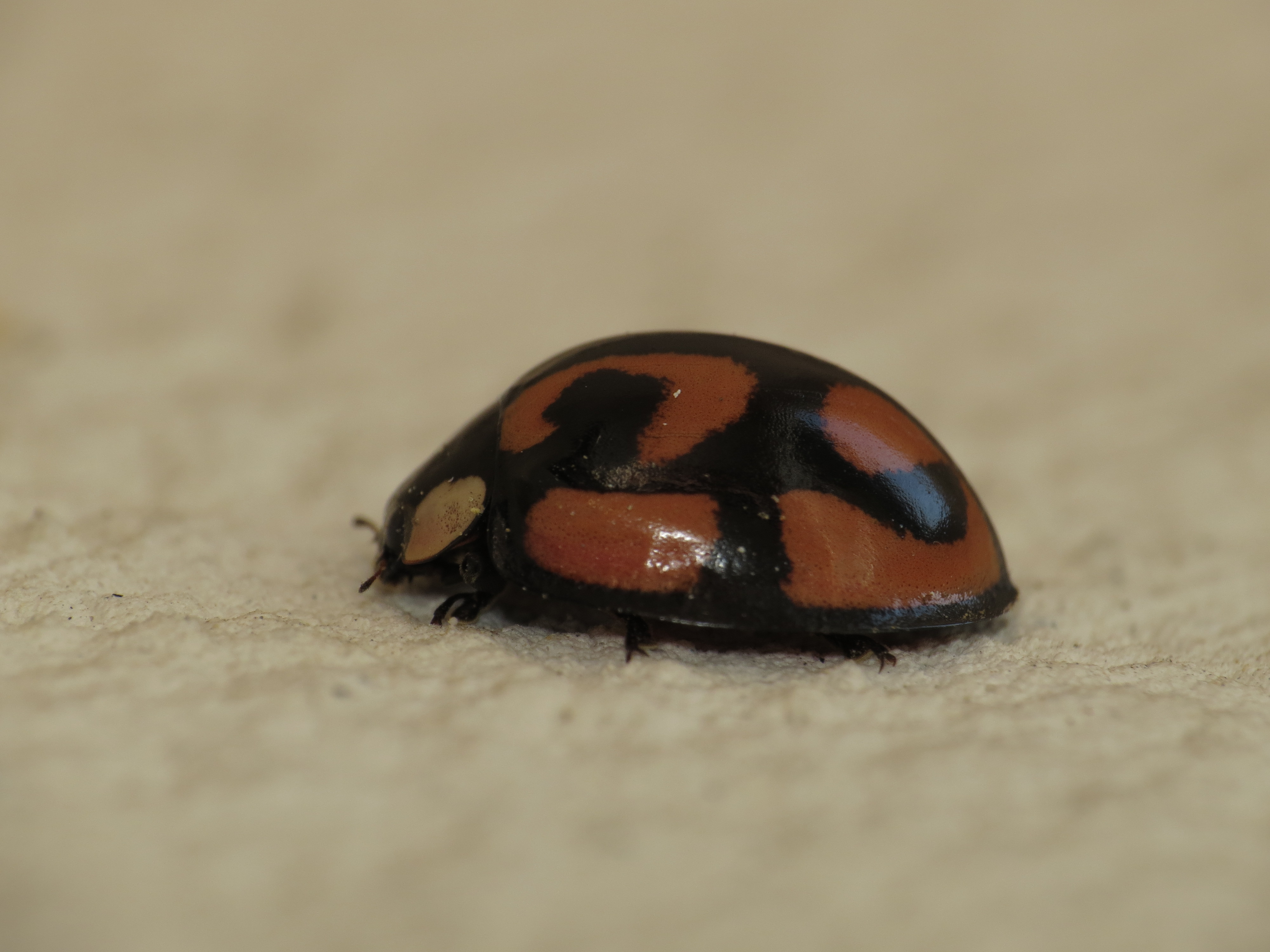
Оранжевая расцветка